# Stachelmäuse
Die Stachelmäuse (Acomys) sind eine Gattung in der Familie der Langschwanzmäuse.

## Merkmale
Die verschiedenen Arten der Stachelmäuse sind etwa so groß wie Hausmäuse, haben eine Kopf-Rumpf-Länge von 7 bis 17 cm und einen Schwanz, der 5 bis 12 cm lang ist. Auf der Oberseite sind sie gelblich, braun oder grau. Auf dem Rücken haben sie grobe Borstenhaare, die Stacheln. Sie haben auffallend große und hochstehende, trichterförmige Ohren und ein längliches Gesicht, das zur Nase hin noch spitzer wird.

### Borstenhaare
Die groben stacheligen Borstenhaare (Stacheln) entstehen durch zusammengelegte Follikel und bestehen aus einer weichen, biegsamen Haar-Struktur, die zusammengewachsenen Haaren entsprechen. Je nach Art bedecken sie den gesamten Rücken, jedoch immer ein umrissenes, gut abgegrenztes, manchmal kreisförmiges Areal, das caudal etwas überhängt. Die Stacheln kommen außerhalb dieser Fläche nicht vor: Flanken, Bauch und Kopf sind meist sehr weich behaart.
Der evolutionsbiologische Nutzen der Borstenhaare ist nicht geklärt. Sie wirken leicht widerborstig im Rachen von Schlangen, bieten jedoch keinen Schutz, der dem von Igeln vergleichbar wäre. Schlangen zeigen allgemein keine Scheu vor Stachelmäusen. Die Stacheln könnten auch einer sexuellen Selektion entstammen, was mit Hinblick auf ihre klar umrissene Verteilung plausibel wäre. Entsprechende Präferenzen bei der Partnerwahl sind jedoch bislang nicht nachgewiesen.

### Autotomie
Zwei afrikanische Stachelmausarten, Acomys kempi und Acomys percivali, können einem Zugriff durch Räuber durch ihre ohne großen Widerstand abstreifbare Haut entgegenwirken. Dadurch sind sie die ersten Säugetiere, bei welchen Autotomie nachgewiesen wurde.
Alle Schichten der verlorenen Haut können mit kaum bis keiner Narbenbildung inklusive Haarfollikeln, Schweißdrüsen und anderem vollständig regeneriert werden. Diese Eigenschaften werden derzeit auf Anwendung in der menschlichen Wundheilung hin untersucht.

## Verbreitung
Stachelmäuse bewohnen in zahlreichen Arten und Unterarten sandige und felsige Regionen in Klein- und Westasien bis nach Pakistan, Afrika und auf Kreta und Zypern. Ihre Taxonomie ist kompliziert, die meisten der Arten lassen sich je nach Herkunftsort bedingt kreuzen, die zahlreichen Unterarten bilden in letzter Zeit Mischformen, da die Stachelmaus sich als Kulturfolger in unterschiedlicher, schlecht untersuchter Weise verbreitet. Die in Europa im Zoohandel erhältlichen Tiere sind so gut wie immer Mischlinge verschiedener Unterarten.

## Systematik
Die Stellung der Stachelmäuse im System der Nagetiere ist so umstritten, dass sie manchmal ganz aus den Altweltmäusen herausgenommen werden, Wilson & Reeder (2005) ordnen sie in die Unterfamilie der Deomyinae ein. Die folgenden 14 Arten werden unterschieden:
- Untergattung Acomys
  - Ägyptische Stachelmaus, Acomys cahirinus (Desmarest 1819), Teile Nordafrikas und Westen der Sinai-Halbinsel
  - Türkische Stachelmaus, Acomys cilicicus Spitzenberger 1978, Kilikien
  - Arabische Stachelmaus, Acomys dimidiatus (Cretzschmar, 1826), Arabische Halbinsel bis Libanon und Pakistan
  - Zypern-Stachelmaus, Acomys nesiotes Bate 1903, Zypern
  - Kreta-Stachelmaus, Acomys minous Bate 1906, Kreta
  - Mullah-Stachelmaus, Acomys mullah Thomas 1904, Äthiopien, Somalia
  - Feuerrote Stachelmaus, Acomys ignitus Dollman 1910, Tansania, Kenia
  - Graue Stachelmaus, Acomys cineraceus Fitzinger & Heuglin 1866, Sahelzone
  - Kemp-Stachelmaus, Acomys kempi Dollman 1911, Somalia, Kenia, Tansania
  - Gold-Stachelmaus, Acomys russatus (Wagner 1840), östl. Ägypten, Israel, Jordanien, nördl. Saudi-Arabien
  - Zwergstachelmaus, Acomys spinosissimus Peters 1852, östl. und südl. Afrika
  - Wilson-Stachelmaus, Acomys wilsoni Thomas 1892, Ostafrika
  - Percival-Stachelmaus, Acomys percivali Dollman 1911, Ostafrika
  - Kap-Stachelmaus, Acomys subspinosus (Waterhouse 1838), westl. Südafrika
- Untergattung Peracomys
  - Louise-Stachelmaus, Acomys louisae Thomas 1896, Somalia

Manchmal wird die Kap-Stachelmaus als weitere Untergattung Subacomys abgetrennt. Die Sinai-Stachelmaus (Acomys dimidiatus) wird von der Mehrzahl der Zoologen nicht als eigenständige Art akzeptiert, sondern als Variante der Ägyptischen Stachelmaus angesehen. Es gibt auch eine Theorie, nach der die Kretische Stachelmaus vom Menschen auf Kreta eingeführt wurde und demnach keine eigenständige Art sein kann.
Denys & al. 1994 haben nach umfangreichen Untersuchungen noch drei weitere Arten aufgestellt:
- Westsahara-Stachelmaus (Acomys airensis), felsige Bereiche der Sahara, abgetrennt von A. cahirinus
- Acomys brockmani, Somalia, abgetrennt von A. mullah
- Acomys lowei, Sudan, abgetrennt von A. cinerasceus

## Lebensweise
Stachelmäuse leben meist in Gruppen und haben ein recht hoch entwickeltes Sozialleben. Fremde Artgenossen werden zumeist nicht geduldet und getötet. Einige Arten, wie beispielsweise die Ägyptische Stachelmaus, sind aufgrund ihrer hohen sozialen Stress-Resistenz verhaltensbiologisch interessant. Sie zeigen auch bei hoher Individuendichte keine aggressiven Neigungen gegen Familienmitglieder und lassen sich daher gut halten. In Gefangenschaft auftretendes kannibalistisches Verhalten (das typische Anfressen von Schwänzen, vor allem am Schwanzansatz) hängt bei diesen Tieren nicht mit der Dichte zusammen, sondern kann ein Hinweis auf Fehlernährung oder eine Störung im natürlichen Schlaf-Wach-Rhythmus sein.
Das Nestbauverhalten ist, verglichen mit Mäusen gemäßigter Zonen, recht spärlich entwickelt. Sie nutzen natürliche Unterschlüpfe, Felsspalten, Löcher unter Steinen, die aber nur selten selbst gegraben werden. Gelegentlich kommen Ausbesserungsarbeiten vor, überwiegend am Eingang. Im Inneren sammeln die Mäuse mit der Zeit Nahrungsbestandteile und Gräser an, es kommt aber nicht zum Bau von geflochtenen Nestern oder Auspolsterungen.
Nach einer Tragzeit, die erheblich länger als bei anderen Mäusen ist – sie dauert etwa 35 bis 38 Tage –, werden bis zu fünf bereits weit entwickelte Junge pro Wurf zur Welt gebracht. Bei der Geburt ist das Männchen anwesend und schützt den Eingang zum Nest und rückt bei Kälte nah an das Weibchen, um dieses und die Jungen zu wärmen. Die Jungen werden nicht nur von der Mutter, sondern auch von anderen weiblichen Tieren und dem Vater von der Fruchtblase gesäubert und abgeleckt.
Die kleinen Stachelmäuse sind Nestflüchter, die schon voll behaart einschließlich der Borstenhaare und mit schon durchgebrochenen Schneidezähnen zur Welt kommen. Sie haben, außer bei den Kreta-Stachelmäusen, schon geöffnete Augen, lernen relativ schnell zu laufen und bewegen sich in der Gemeinschaft umher.
Stachelmäuse haben nur vier Zitzen – überzählige Junge werden jedoch leicht von anderen Weibchen angenommen. Gleiches geschieht, wenn die Jungtiere die Mutter verlieren. Gesäugt werden die Jungen nur knapp drei Wochen lang; bei Verlust der Mutter genügt aber auch eine Woche. Die Jungtiere beginnen meist schon am Geburtstag, sich für feste, arttypische Nahrung zu interessieren und nehmen sie spätestens nach sechs Tagen regelmäßig auf.
Die Nahrung ist überwiegend pflanzlich und wird meist in der Dämmerung und Nacht gesucht. Insekten, Schnecken und andere tierische Nahrung wird jedoch zur Bereicherung der Kost auch gern gefressen. Stachelmäuse nehmen gelegentlich auch Aas an und suchen tote oder sterbende größere Tiere auf, um an ihnen zu fressen. Ausgetrocknete Fellreste verendeter Tiere werden angefressen und zum Nestbau verwendet. Die Tiere sind jedoch sehr reinlich und verbringen viel Zeit mit Putzen.
Stachelmäuse nagen wenig. Sie erweitern Löcher und Spalten in Holzwänden geringfügig, legen aber keine neuen Durchbrüche an und zeigen im natürlichen Umfeld keine Aktivitäten an Stellen, wo es ihnen keine Vorteile bringt.

## Stachelmäuse und Menschen
In Ägypten ist die Ägyptische Stachelmaus zum Kulturfolger geworden, der wie die Hausmaus in Europa in Gebäude eindringt und als Vorratsschädling auftritt.
Einige Arten erfreuen sich als Heimtiere zunehmender Beliebtheit. Sie sind auf Grund ihrer Stressunempfindlichkeit diesbezüglich recht einfach im häuslichen Bereich zu halten. Eine artgerechte Haltung ist jedoch problematisch und erfordert einige Erfahrung. Bei der Ernährung ist insbesondere auf eine nährstoff- und fettarme Diät zu achten. Die Tiere sind von Natur aus genügsam. Fehler machen sich insbesondere durch Verhaltensänderungen und -störungen bemerkbar, während die Reproduktivität und die Lebenserwartung nicht wesentlich verändert wird.
Stachelmäuse flüchten grundsätzlich vor dem Menschen, werden jedoch schnell zutraulich. Exemplare, die bereits als Jungtiere mit Hand und Geräuschkulisse Kontakt bekamen, zeigen keine Scheu und nehmen hingehaltenes Futter an, gehen jedoch keine Sozialbeziehung zur menschlichen Hand ein und bleiben immer wilde Tiere.
Für Schmusezwecke sind Stachelmäuse ungeeignet, da sie nicht nur keine Sozialbeziehung zum Menschen eingehen, sondern auch unberechenbar sind und sehr schmerzhaft beißen können. Anders als bei anderen Nagetieren werden initial keine Warn- oder Testbisse unternommen, sondern es wird sofort tiefgreifend durchgebissen. Der Biss erfolgt in einem Zug, dauert etwa eine Sekunde und löst danach eine Fluchtanstrengung aus. Es kommt insbesondere nicht zum Nachbeißen. Auch beim Umgang mit Handaufzuchten treten mit einer bestimmten, geringeren Wahrscheinlichkeit unvermittelt und scheinbar „grundlos“ Bisse auf, die an Fingern durch Handschuhe hindurch bis auf den Knochen gehen können – denen bei diesen zutraulichen Exemplaren jedoch keine Fluchtanstrengung folgt. Dieses Verhalten ist offensichtlich nicht angstinduziert, denn die Tiere bleiben danach ruhig und gehen ihrer übrigen Tätigkeit nach. Zudem übertragen auch kerngesund wirkende Stachelmäuse gelegentlich Krankheiten, meist bakterielle Infektionen und Toxoplasmose.

## Verhaltensbiologie in Gefangenschaft

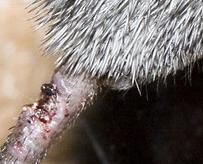
Angefressene Körperteile sind Ausdruck einer gestörten Tagesrhythmik

Besondere Ansprüche stellt die Stachelmaus an Temperatur und Licht. Sie benötigt eine deutliche Temperaturschwankung, da andernfalls ihr Tages-Nacht-Rhythmus durcheinander kommt und sich soziale Verhaltensweisen, die vermutlich mit der REM-Schlaf-Verteilung zusammenhängen, unnatürlich verändern. Tagsüber viel Licht und bis zu 35 °C, nachts sollte die Temperatur auf unter 10 °C (kretische oder zypriotische Stachelmäuse), bei afrikanischen Mäusen auch bis zu 4 °C gesenkt werden. In dieser Umwelt zeigen die Mäuse ihr natürliches Verhalten. Wo dies nicht möglich ist, muss auch bei nur zwei Mäusen mit gegenseitigem Anfressen gerechnet werden.
Verhaltensveränderungen treten in Umwelten auf, die nicht der natürlichen Umgebung entsprechen:
- Der gestörte Tagesrhythmus zeigt sich ebenfalls:
  - in einer erhöhten Ruhebereitschaft, die durch ständige Unterbrechungen der Tätigkeit während Aktivitätsphasen durch REM-Schlafphasen gekennzeichnet ist, während denen die Tiere regungslos in Hockstellung verharren, ohne ihre Unterschlüpfe aufzusuchen oder Vorbereitungsverhalten zu zeigen,
  - in über alle Mäuse unterschiedlich verteilten Aktivitäts- und Ruhephasen, die normalerweise zusammenfallen müssen.
- Unterforderung durch leicht zugängliche Darbietung der Nahrung führt zu Apathie und Langeweile. Die Körner und Sämereien wollen verstreut auf dem Boden durch Suchen und Wühlen gefunden werden. Auch ein erhöhter Nagedrang ist Zeichen einer Unterforderung.
- Überfütterung der sehr genügsamen Tiere durch fetthaltige Samen oder Mehlwürmer führt zu adipösen und phlegmatischen Tieren. Gelegentlich tritt eine Veränderung der Bewegungsabläufe auf: die Tiere laufen in hockender Stellung kurze Strecken und verharren oft am Ort.
- Weiche, holz- oder grashaltige Böden führen zu erhöhter Luftfeuchtigkeit und oftmals zu bakteriellen Erkrankungen wie Pneumonien und Organmykosen, aber auch chronische, subklinische Infektionen. Ein steiniger, sandiger, trockener oder hygroskopischer Boden (Katzenstreu) wird den Tieren eher gerecht. Verhaltensmäßige Anzeichen subklinischer Infektionen sind:
  - Veränderungen im Putzverhalten
  - ein bewegungsarmer, seitlicher oder schwankender Gang in Hockstellung, Veränderungen im Sinne von Schonhaltungen.
- Die Kreuzung unterschiedlicher Unterarten oder Arten führt zum Auftreten atypischer Verhaltensmuster, eine sinnvolle Verhaltensbeobachtung ist dann nicht möglich. Fast alle im herkömmlichen Handel erhältlichen Mäuse entstammen unreinen Zuchtlinien, da sie aus unterschiedlichen privaten Händen und nicht dem Verbreitungsgebiet entstammen. Auch die in Zoologischen Gärten gehaltenen Linien sind nicht rein, wenn zur Auffrischung Linien unklarer Herkunft herangezogen werden. Hinweise auf verunreinigte Zuchtlinien:
  - Fellfarbe adulter Mäuse variiert,
  - die Beborstung variiert zwischen den Individuen oder ist an einem Individuum vom Areal her nicht klar vom übrigen Fell abgegrenzt,
  - deutlich variierende Verhaltensweisen innerhalb eines Geschlechts (Fluchtverhalten, Schutzverhalten, soziale Aktivitäten, Geräusch-Habituation, Nahrungspräferenzen, Tagesrhythmus).

Überzählige Mäuse lassen sich verfüttern, können kleineren Schlangen aber gefährlich werden.